# Metin
Metin ist ein türkischer männlicher Vorname arabischer Herkunft, der auch als Familienname vorkommt. Übersetzt bedeutet er „Der Standhafte“.

## Namensträger

### Vorname
- Metin Ahunbay (1935–2014), türkischer Architekturhistoriker
- Metin Akan (* 1983), türkischer Fußballspieler
- Metin Akpınar (* 1941), türkischer Schauspieler
- Metin Aktaş (* 1977), türkischer Fußballspieler
- Metin Altıok (1941–1993), türkisch-alevitischer Dichter
- Metin Arditi (* 1945), französischsprachiger Schriftsteller, Mäzen und Unternehmer
- Metin Aslan (* 1978), österreichischer Fußballspieler türkischer Abstammung
- Metin Ataç (* 1946), türkischer Admiral
- Metin Aydın (* 1993), türkischer Fußballspieler
- Metin Buz (* 1960), deutscher Germanist und Autor
- Metin Çekiçler (1961–2024), türkischer Fußballspieler
- Metin Colpan (* 19**), deutscher Unternehmer
- Metin Depe (* 1981), türkischer Fußballspieler
- Metin Diyadin (* 1968), türkischer Fußballspieler und -trainer
- Metin Eloğlu (1927–1985), türkischer Schriftsteller und Maler
- Metin Erksan (1929–2012), türkischer Filmregisseur und Kunsthistoriker
- Metin Erol (* 1987), türkischer Fußballspieler
- Metin Fakıoğlu (* 1961), türkisch-deutscher Hörfunk-Journalist und Lyriker
- Metin Göktepe (1969–1996), türkischer Journalist
- Metin Gür (* 1939), türkisch-deutscher Journalist, Publizist und Autor
- Metin Hakverdi (* 1969), deutscher Politiker (SPD)
- Metin Kaçan (1961–2013), türkischer Schriftsteller
- Metin Kaplan (* 1952), türkischer Fundamentalist, der sogenannte „Kalif von Köln“
- Metin Kasak (* 1972), bulgarischer Politiker
- Metin Kaya (* 1961), deutscher Politiker (parteilos, Die Linke)
- Metin Kurt (1948–2012), türkischer Fußballspieler und -trainer
- Metin Oktay (1936–1991), türkischer Fußballspieler
- Metin Tekin (* 1964), türkischer Fußballspieler
- Metin Tolan (* 1965), deutscher Physiker
- Metin Türel (1937–2018), türkischer Fußballspieler und -trainer
- Metin Türköz (1937–2022), türkischer Volksmusiker in Deutschland
- Metin Yüksel (Aktivist) (1958–1979), kurdischer politischer Aktivist
- Metin Yüksel (Fußballspieler) (* 1990), türkischer Fußballspieler

### Familienname
- Kayar Metin (* 1990), Liechtensteiner Karateka
- Mahmut Metin (* 1994), türkischer Fußballspieler
- Tümer Metin (* 1974), türkischer Fußballspieler

## Sonstiges
- ein aus Korea stammendes Online-Rollenspiel, siehe Metin2
- eine Aldeia in Lahane Oriental, Osttimor, siehe Metin (Lahane Oriental)
- die Aldeias Metin I, Metin II, Metin III und Metin IV in Bebonuk, Osttimor
- Metin, Spielfilm von Thomas Draeger